# Фрідріх Банах
Фрідріх Банах (нім. Friedrich Banach; 2 січня 1916, Гельзенкірхен, Німецька імперія — 13 березня 1942, Запоріжжя, УРСР) — німецький танкіст, унтерфельдмайстер Імперської служби праці, оберфельдфебель вермахту. Кавалер Лицарського хреста Залізного хреста.

## Біографія
З 1 жовтня 1936 по 23 жовтня 1937 року служив у відділі Імперської служби праці в Шмалленберзі. 3 листопада 1937 року вступив добровольцем в 7-му роту 5-го танкового полку. 10 листопада 1938 року був переведений в 4-ту роту 36-го танкового полку 14-ї танкової дивізії. Учасник Судетської операції і Польської кампанії. З 1 по 31 жовтня 1939 року перебував у відпустці. Учасник Французької і Балканської кампаній. В січні 1941 року лікувався від варикозного розширення вен в резервному шпиталі Швайнфурта. Учасник Німецько-радянської війни. Влітку 1942 року бився на Сталінградському напрямку у складі 6-ї армії. 7 серпня був поранений осколком в голову між очима. Відзначився в кінці листопада 1942 року, коли після загибелі командира очолив взвод своєї роти і вміло атакував радянські війська, знищивши 5 гармат і забезпечивши успішну атаку всієї роти. На той момент Банах знищив загалом 43 танки і численні гармати. Відомо, що 17 грудня Банах вже не був у Сталінградському котлі, а 24 грудня отримав відпустку. 14 січня 1943 року повернувся на фронт. Загинув у бою і був похований на німецькому військовому цвинтарі в Харкові.

## Нагороди
- Медаль «У пам'ять 1 жовтня 1938» із застібкою «Празький град»
- Залізний хрест
  - 2-го класу (4 листопада 1939)
  - 1-го класу (30 вересня 1940)
- Нагрудний знак «За танкову атаку» в сріблі (травень 1940)
- Нагрудний знак «За поранення» в чорному (14 серпня 1942)
- Медаль «За зимову кампанію на Сході 1941/42» (17 серпня 1942)
- Німецький хрест в золоті  (24 листопада 1942)
- Лицарський хрест Залізного хреста (30 листопада 1942)